# エヴァ・ロガル
エヴァ・ロガル（Eva Logar, 1991年3月8日 - ）は、スロベニア・リュブリャナ出身のスキージャンプ選手。

## 経歴
国際大会における最高成績は2011年1月22日、リュブノで行われたスキージャンプ・コンチネンタルカップの2位で、2010/11シーズンは安定した成績を残し、総合4位であった。

## 主な競技成績

### 冬季オリンピック
- 2014年ソチ大会（ ロシア）
  - 個人HS106 - 27位

### ノルディックスキー世界選手権
- 2009年リベレツ大会（ チェコ）
  - 個人HS106 - 27位
- 2011年オスロ大会（ ノルウェー）
  - 個人HS106 - 4位

### FISスキージャンプ・ワールドカップ
- ワールドカップ ※2015年1月12日時点
- 初出場: 2012年11月23日  ノルウェー・リレハンメル大会 - 7位
- 最高順位: 2013年2月2日  日本・札幌大会 - 4位

#### 総合成績
| 個人総合成績 | 個人総合成績 | 個人総合成績 | 個人総合成績 | 個人総合成績 | 個人総合成績 |
| シーズン     | 総合         | 優勝         | 準優勝       | 3位          | 備考         |
| ------------ | ------------ | ------------ | ------------ | ------------ | ------------ |
| 2012/13      | 19位         | 0回          | 0回          | 0回          |              |
| 2013/14      | 17位         | 0回          | 0回          | 0回          |              |
| 2014/15      | 21位         | 0回          | 0回          | 0回          |              |
| 2015/16      | 26位         | 0回          | 0回          | 0回          |              |
| 2016/17      | 37位         | 0回          | 0回          | 0回          |              |
| 合計         | ---          | 0回          | 0回          | 0回          |              |

### その他の国際大会
- ノルディックスキージュニア世界選手権 - ジュニア世界選手権メダリスト一覧も参照。
  - 2006年 スロベニア・クラーニ大会 - 個人HS109 7位
  - 2007年 イタリア・タルヴィージオ大会 - 個人HS100 15位
  - 2008年 ポーランド・ザコパネ大会 - 個人HS94 19位
  - 2009年 スロバキア・シトゥルブスケー・プレソ大会 - 個人HS100 14位
  - 2010年 ドイツ・ヒンターツァルテン大会 - 個人HS106 10位
  - 2011年 エストニア・オテパー大会 - 個人HS100 7位